# CNOT7
CNOT7‏ (CCR4-NOT transcription complex subunit 7) هوَ بروتين يُشَفر بواسطة جين CNOT7 في الإنسان. وهو وحدة فرعية من مجمع CCR4-Not deadenylase.

## الوظيفة
يرتبط البروتين المشفر بواسطة هذا الجين ببروتين مضاد للتكاثر، وهو بروتين نقل الخلايا البائية 1، والذي ينظم تكاثر الخلايا سلبًا. يتسبب ارتباط البروتينين، والذي يتم تحريكه عن طريق فسفرة البروتين المضاد للتكاثر، في حدوث أحداث إشارات في انقسام الخلايا تؤدي إلى تغييرات في تكاثر الخلايا المرتبطة باتصال الخلايا بالخلايا. يحتوي البروتين على نظائر من الفئران والخميرة. يؤدي الوصل المتبادل لهذا الجين إلى ظهور متغيرين من النسخ يشفران أشكالًا متماثلة مختلفة.

## التفاعل
لقد ثبت أن CNOT7 يتفاعل مع:
BTG1
PABPC1
TOB1
TOB2.